# Пейтингерова таблица
Пейтингерова таблица (лат. Tabula Peutingeriana, Peutingeriana Tabula Itineraria), или Пейтингерова скрижаль, — копия древнеримского дорожного чертежа мира, созданного, предположительного, не позднее V века н. э.. Эта копия была нарисована на склеенных листах пергамента (общей длиной 675 см.) не позднее начала XIII века в монастыре города Кольмар в Эльзасе. Изображены римские дороги, города, переправы и обозначены расстояния между ними. Эта копия была найдена в конце XVI века в архиве Конрада Пейтингера, умершего в Аугсбурге в 1547 году, гуманиста, историка и любителя древностей
В 2007 году Пейтингерова таблица была включена в список «Память мира» ЮНЕСКО.

## История
Прототип Пейтингеровой таблицы был создан в период между I веком до н. э. и V веком н. э. Предположительно Пейтингерова таблица восходит к карте Агриппы, составленной для его тестя императора Октавиана Августа. Затем на протяжении нескольких веков в карту вносились изменения и уточнения. Вероятно, карта была исправлена в IV веке, так как на ней обозначен Константинополь, названный так Константином Великим 11 мая 330 года. С другой стороны, на Пейтингеровой таблице есть изображения городов на территории современной Германии, разрушенных или покинутых после V века, что свидетельствует о том, что в V веке в неё перестали вносить изменения.

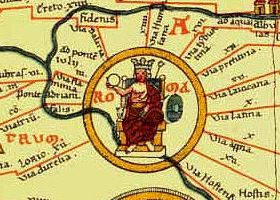
Рим

До наших дней Пейтингерова таблица дошла в виде манускрипта, выполненного на пергамене. Пейтингерова таблица была найдена а Аугсбурге Марком Вельзером в библиотеке Конрада Пейтингера (1465—1547) в конце XVI века и послана им Абрахаму Ортелиусу в Антверпен для изучения и издания. В 1591 году Пейтингерова таблица была частично выгравирована и опубликована издательством Жана Моретуса (Jan Moretus) под названием «Fragmenta tabulæ antiquæ».
В декабре 1598 года полное изображение Пейтингеровой таблицы было выгравировано на четырёх медных досках (восемь сегментов) под патронажем бургомистра Аугсбурга и мецената Марка Вельзера, приходившегося родственником Пейтингеру. Приблизительный тираж комплекта гравюр составил 300 экземпляров. Гравюры были выпущены в свет издательством П. Бертиуса в «Theatrum Geographiae Veteris» в 1619 году и в последнем издании ортелиусова «Parergon»-а, выпущенного Бальтазаром Моретусом в 1624 года.
Семья Пейтингеров владела пергаменным свитком до 1714 года. Затем он некоторое время переходил из рук в руки, пока не была продан Евгению Савойскому. После смерти последнего в 1736 году Пейтингерова таблица была приобретена Имперской дворцовой библиотекой Габсбургов (Hofbibliothek). Сейчас оригинал Пейтингеровой таблицы хранится в Австрийской национальной библиотеке в Хофбурге (Вена) и изредка демонстрируется публике.

## Описание

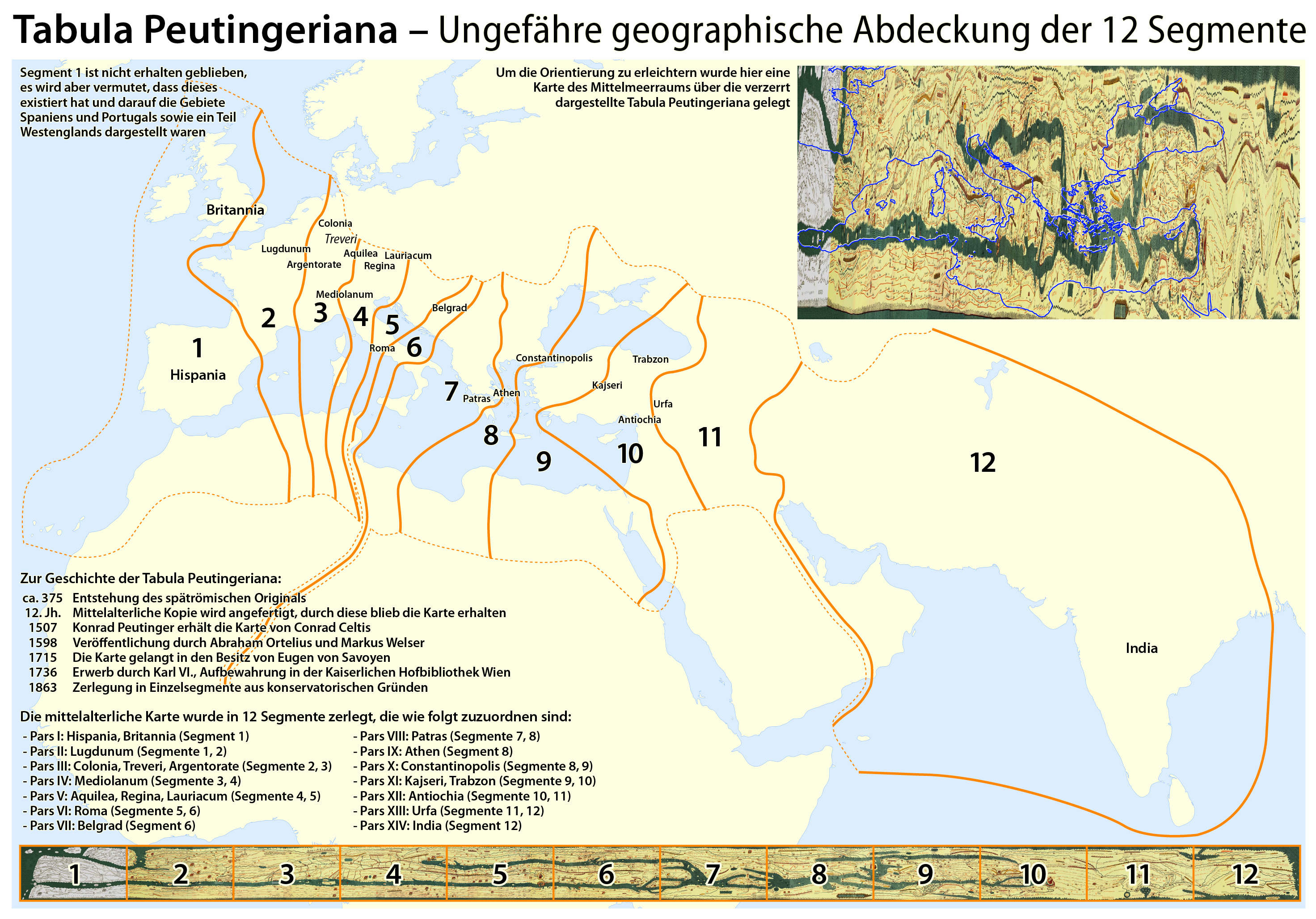
Пейтингерова скрижаль. Примерное расположение двенадцати сегментов на современной карте.

Средневековая карта была разбита на двенадцать сегментов.
- Часть I: Испания, Британия (сегмент I)
- Часть II: Лугдунум (сегменты I, II)
- Часть III: Колония , Тревери , Ардженторат (сегменты II, III)
- Часть IV: Mediolanum (сегменты III, IV)
- Часть V: Аквилея, Regina, Лауриакум (сегменты IV, V)
- Часть VI: Рим (сегменты V, VI)
- Часть VII: Белград (сегмент VI)
- Часть VIII: Патры (сегменты VII, VIII)
- Часть IX: Афины (сегмент VIII)
- Часть X: Константинополь (сегменты VIII, IX)
- Часть XI: Кайсери, Трабзон (сегменты IX, X)
- Часть XII: Антиохия (сегменты X, XI)
- Часть XIII: Урфа (сегменты XI, XII)
- Часть XIV: Индия (сегмент XII)

Пейтингерова скрижаль состоит из 11 пергаментных листов. В целом длина карты — 6,75 м, а ширина — 0,34 м. На ней изображены римские дороги, длина которых в сумме составляла около 200 тысяч км, а также отмечены города, моря, реки, леса и горы. На карте представлена вся Римская империя, Ближний Восток и Индия, отмечены Ганг, Шри-Ланка (лат. Insula Taprobane) и даже Китай.
На первом листе изображены восточная часть Британских островов (географически — юго-восток острова Великобритания, современные графства Эссекс, Кент и Восточный Суссекс), Голландия, Бельгия, часть Франции и западная часть Марокко. Отсутствие Иберийского полуострова заставляет предположить, что до наших дней не дошел двенадцатый лист, на котором должны были быть изображены Испания, Португалия и западная часть Британских островов. Ниже представлена вся карта, а черно-белый фрагмент — это попытка реконструкции утерянного двенадцатого листа Пейтингеровой таблицы, выполненная Конрадом Миллером в 1887/88 году.
На карте обозначены 555 городов и около 3500 достопримечательностей (например, маяки, святые места). Города отмечены двумя домиками, а особо значимые (например, Рим, Константинополь, Антиохия) — специальными пиктограммами в виде медальонов.
Расстояния и ландшафты представлены не так, как на современных картах. Пейтингерову таблицу можно назвать скорее схемой, чем картой, так как законы перспективы и масштабирования в то время не соблюдались. Впрочем, создатель карты и не ставил перед собой такую цель — карта использовалась для того, чтобы узнать, как проще добраться из одного населенного пункта в другой, какое расстояние их разделяет и прочую подобную информацию.
Есть на карте и ошибки, допущенные копиистом. Например, город Гренобль назван Culabone, в то время как в античности он назывался Cularone (Cularo). Иногда копиист, указывая расстояния между почтовыми станциями, случайно заменял римскую цифру V на II и наоборот.